# Dalmatinska babica
Dalmatinska babica (znanstveno ime Microlipophrys dalmatinus) je vrsta morskih rib iz družine babic.
Ta vrsta babic je razširjena od obal severovzhodnega Atlantika pa vse od Sredozemlja. Zraste lahko do 41 milimetrov v dolžino, telo pa je sluzasto in gladko, brez lusk. Telo teh rib je svetlozelene barve in ima 6-7 pokončnih olivnih prog. Samec med parjenjem spremeni barvo in postane svetlo rumen, na vrhu glave pa se mu pojavi črna pega. Dalmatinska babica je riba plitvega skalnega obalnega pasu, kjer se zadržuje v razpokah med kamenjem do globine 2 m.